# Guillaume Tell (bande dessinée)
Pour les articles homonymes, voir Guillaume Tell.
Les aventures de Guillaume Tell est une série de bande dessinée scénarisée par René Wuillemin et dessinée par Carlo Trinco, puis par Gilbert Macé dès le troisième album.

## Synopsis
La série raconte de manière très libre et humoristique les aventures du héros suisse Guillaume Tell, en butte à des problèmes plutôt en rapport avec notre époque actuelle (Neutralité suisse, violation du label suisse, scandale des fiches, intégration à l'Europe).

### Personnages
- Guillaume Tell, héros et symbole suisse. A bien du mal à supporter les frasques de son entourage.
- Pom, le fils de Guillaume, garçon courageux et espiègle.
- Cassoulet la corneille. Râleur, défaitiste et moralisateur, c'est l'inséparable ami de Pom.
- Scott Scotyartel est écossais. C'est le tout premier touriste en Suisse. Il raffole du ketchup et, conformément à la légende, est très avare.
- Arnold de Melchtal est l'inventeur du centre commercial. Cet autre héros de l'indépendance suisse est le fidèle ami de Guillaume.
- Kuoni est le complice de Guillaume et Arnold. Il est l'inventeur de l'agence de voyages et du Tell-est-féerique pour attirer les touristes. Le premier sera Scott.
- Verena Tell, l'épouse de Guillaume. Une femme très patiente, mais également une active militante pour le droit des femmes.
- Moustique est la tenancière du Kökenpick, le bistrot du Bourg où tout ce petit monde se retrouve. Elle est à l'origine du chocolat fourré à la fondue au fromage ! (Delicious, mais pourquoi ne mettent-ils toujours pas ketchup ? — Scott Scotyartel) ;
- François 01, roi de tous les Francs, les lourds et les légers. Caricature de François Mitterrand.
- Radolf est l'ennemi juré de Guillaume. Personnage historiquement inspiré de Rodolphe de Habsbourg, il a les traits physiques d'Adolf Hitler.

## Albums
| Titre                           | Dessinateur | Fait référence à                                                     | Personnages réels représentés ou évoqués                             |
| ------------------------------- | ----------- | -------------------------------------------------------------------- | -------------------------------------------------------------------- |
| 1. On a volé le pacte !         | Trinco      | Pacte de 1291 serment du Grütli                                      | Rodolphe de Habsbourg/Hitler (Radolf) Werner Stauffacher             |
| 2. Le Mercenaire Conseil du Roy | Trinco      | bataille de Morgarten catalogue des 3 Suisses                        | François Mitterrand (François 01) Fantômas André Le Nôtre (Le Vôtre) |
| 3. Polar au Gothard             | Macé        | sommet USA-URSS, Genève novembre 1985 vignette autoroutière          | Mikhaïl Gorbatchev (Grobatchev) Ronald Reagan (Big Reag)             |
| 4. L'extraordinaire Mystère 'C' | Macé        | découverte de la fabrication du chocolat                             | Philippe Suchard (Such')                                             |
| 5. Rocvache !                   | Macé        | la Rock Watch de Tissot label suisse                                 | la famille d'hôteliers Seiler la famille Julen, guides de montagne   |
| 6. Choc-Ness !                  | Macé        | chocolat fourré au whisky                                            | Édouard II d'Angleterre Benny Hill (Henny Bill)                      |
| 7. Fichus fichiers !            | Macé        | scandale des fiches                                                  | coqs gaulois (Patrouille de France)                                  |
| 8. Euroka !                     | Macé        | intégration à l'Europe tente Botta (festivités du 700e de la Suisse) | Marc Rosset                                                          |
| 9. Dans le mille !              | Macé        | fête fédérale de tir                                                 |                                                                      |

## Liens
Les aventures de Guillaume Tell sur Bedetheque.com